# جاپورا
جاپورا (به انگلیسی: Japurá) یک شهرداری در ایالت آمازوناس برزیل می‌باشد. این شهرداری دارای ۱۳٬۰۲۶ نفر جمعیت و مساحت ۵۵٬۷۹۱ کیلومترمربع می‌باشد.